# یواس‌اس مکنزی (دی‌دی-۱۷۵)
یواس‌اس مکنزی (دی‌دی-۱۷۵) (به انگلیسی: USS MacKenzie (DD-175)) یک کشتی بود که طول آن ۳۱۴ فوت ۴ ۱⁄۲ اینچ (۹۵٫۸۲ متر) بود. این کشتی در سال ۱۹۱۹ ساخته شد.